# Villa Medicea di Montevettolini

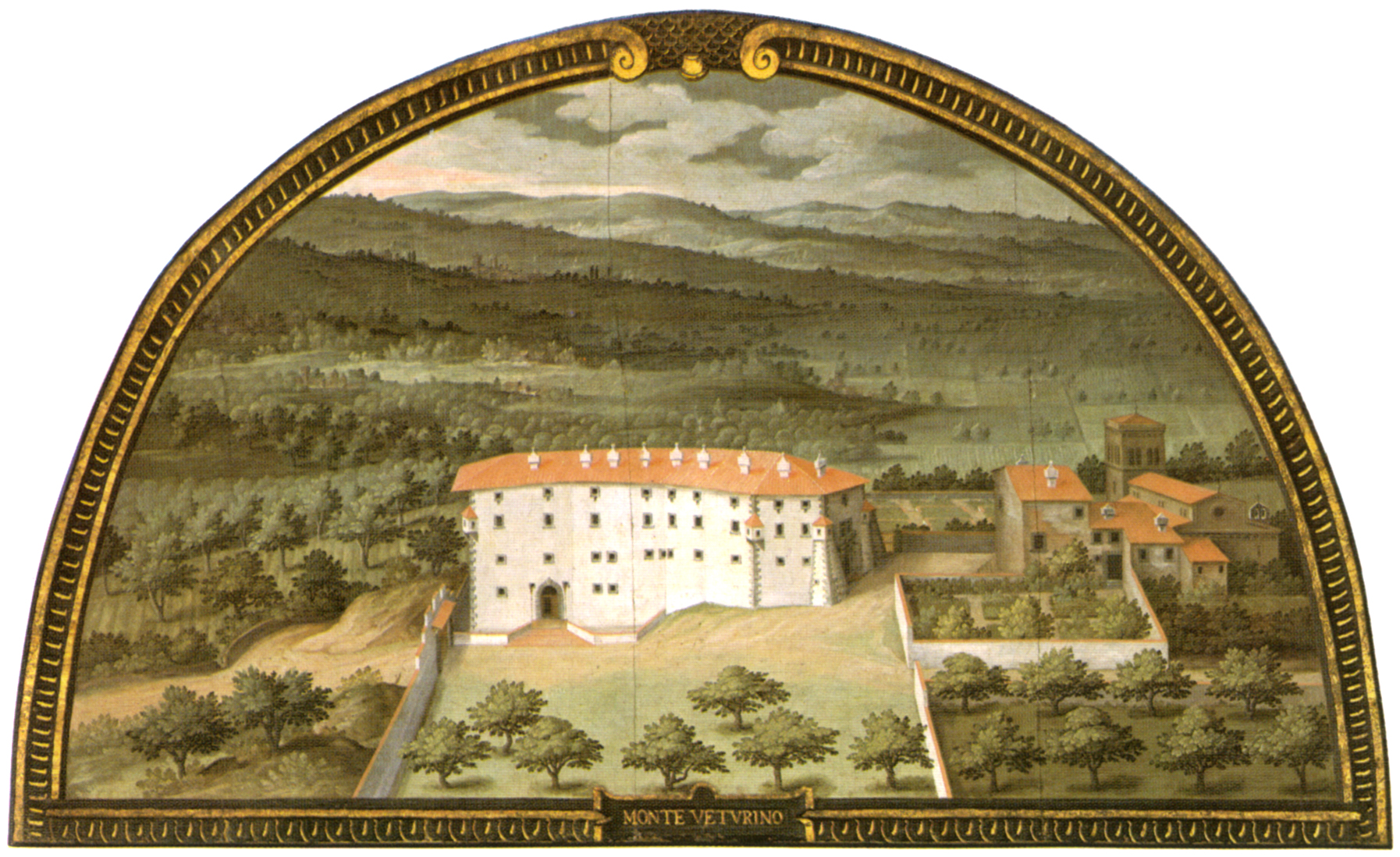
Monte Vetturino, médaillon de Giusto Utens, Museo di Firenze com'era

La Villa Medicea di Montevettolini est une villa médicéenne qui se situe dans une petite frazione de la commune de Monsummano Terme en province de Pistoia.
Elle a été construite en  1595 pour Ferdinand Ier de Médicis sur un des versants du Montalbano, la plus grande réserve de chasse grand-ducale nommée Barco reale mediceo.
Elle a été édifiée par  l'architecte Gherardo Mechini, élève de Bernardo Buontalenti, qui incorpora les structures plus anciennes de l'ancien bourg médiéval, en particulier un fort et des murailles.
Elle fut  terminée au début du  XVIIe siècle et le résultat fut une villa d'allure sévère et compacte, à plan polygonal, s'imposant dans  paysage environnat, à pic sur deux côtés de la vallée, avec des renforts à barbacane, des meurtrières et des guérites d'observation sur des petites tours d'angle.
Plus qu'une villa de séjour plaisancier, elle était un poste avancé défensif  (comme celle d'Artimino) et elle servait de centre administratif des propriétés des Médicis en Valdinievole.
La villa, souvent employée par Ferdinand Ier, fut vendue à sa neveu Ferdinand II de Médicis avec une grande partie des terrains environnants, par un acte daté du 17 août 1650.
Elle  passa ensuite à la famille Bartolomei, jusqu'à 1871, lorsqu'elle fut vendue au prince Marcantonio Borghese, qui entreprit des travaux de restauration comme à Cafaggiolo, sans pouvoir conserver les éléments du Cinquecento endommagés. Les héritiers de la famille Borghese la possèdent toujours et elle reste une propriété privée non accessible au public.

## Sources
- (it) Cet article est partiellement ou en totalité issu de l’article de Wikipédia en italien intitulé « Villa medicea di Montevettolini » (voir la liste des auteurs).